# Maojia Cun Shuiku
Maojia Cun Shuiku är en reservoar i Kina. Den ligger i provinsen Yunnan, i den sydvästra delen av landet, omkring 150 kilometer nordost om provinshuvudstaden Kunming. Maojia Cun Shuiku ligger 2 209 meter över havet. Arean är 15,3 kvadratkilometer. I omgivningarna runt Maojia Cun Shuiku växer i huvudsak blandskog. Den sträcker sig 13,9 kilometer i nord-sydlig riktning, och 20,4 kilometer i öst-västlig riktning.
Genomsnittlig årsnederbörd är 914 millimeter. Den regnigaste månaden är juni, med i genomsnitt 196 mm nederbörd, och den torraste är januari, med 10 mm nederbörd.